# Antal Róka
Antal Róka   (Cașinu Nou, 25 de juny de 1927 - Siófok, 16 de setembre de 1970) fou un atleta hongarès, especialista en marxa atlètica, que va competir en els anys posteriors a la Segona Guerra Mundial.
El 1952 va prendre part en els Jocs Olímpics d'Estiu de Hèlsinki, on guanyà la medalla de bronze en la prova dels 50 quilòmetres marxa del programa d'atletisme. Quatre anys més tard, als Jocs de Melbourne, fou cinquè en la mateixa prova.
En el seu palmarès també destaca una medalla de bronze al Campionat d'Europa d'atletisme de 1954 en els 50 quilòmetres marxa, rere Vladimir Ukhov i Josef Doležal. Guanyà set campionats nacionals, un dels 10 quilòmetres (1951) i sis dels 50 quilòmetres (de 1949 a 1953 i 1955).
El 1952 aconseguí el rècord del món dels 50 quilòmetres marxa.

## Millors marques
- 50 quilòmetres marxa. 4h 21' 58" (1956)[1][6]